# Bernardvillé
Bernardvillé (Bernhardsweiler in tedesco) è un comune francese di 203 abitanti situato nel dipartimento del Basso Reno nella regione del Grand Est.
Nel territorio comunale vi è l'antica abbazia di Baumgarten.

## Società

### Evoluzione demografica
Abitanti censiti